# Steniging

Een kaart met landen waar publieke steniging gerechtelijke of buitengerechtelijke vorm van straf is

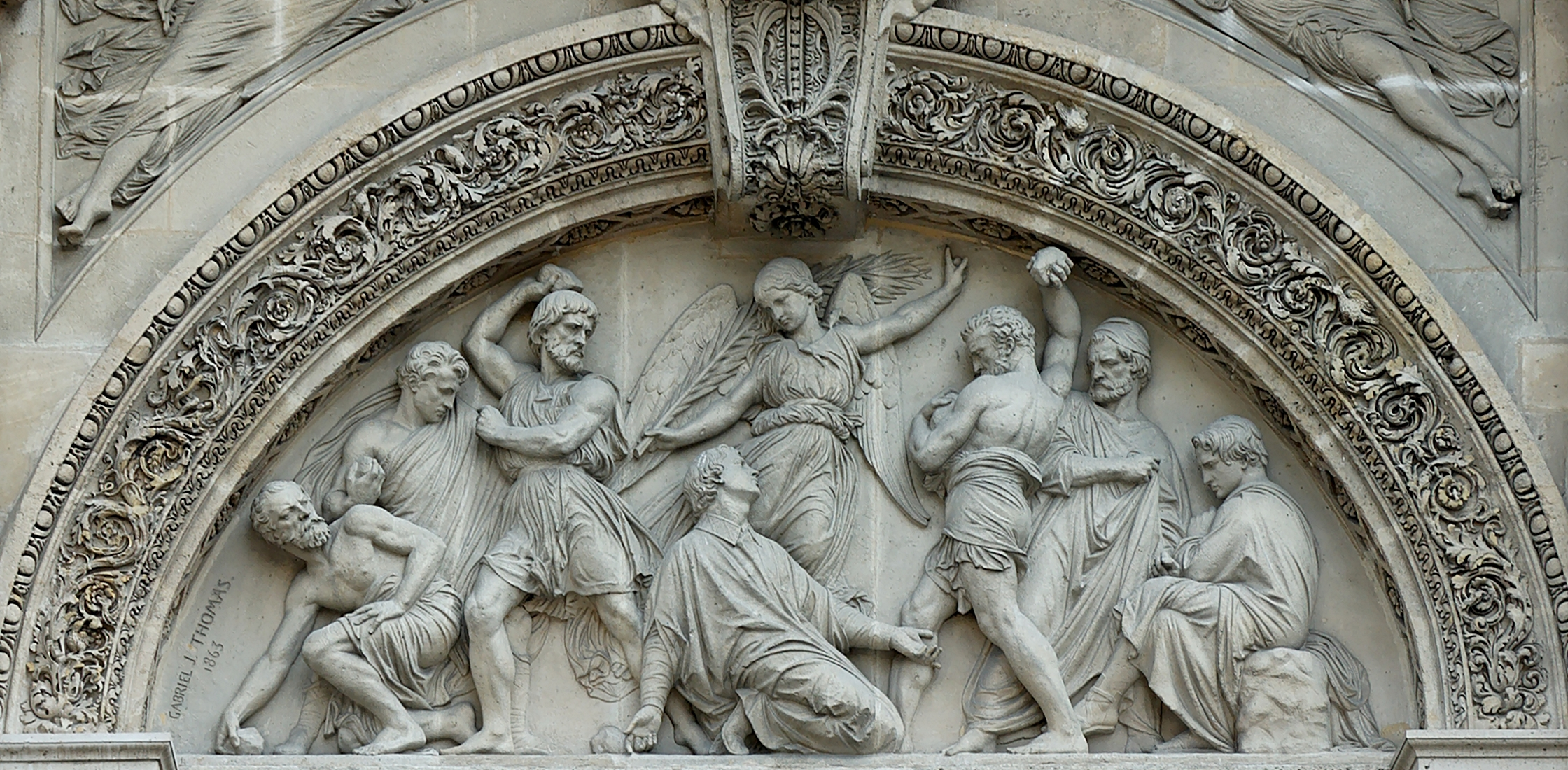
Afbeelding van de steniging van Sint Stefanus op de Saint-Étienne-du-Mont

Steniging is het doden van een mens door stenen naar hem of haar te gooien. Stenigen is een manier om de doodstraf ten uitvoer te brengen, maar de straf wordt in vrijwel alle landen als een bijzonder wrede manier beschouwd om iemand te doden.

## Steniging in islamitische landen

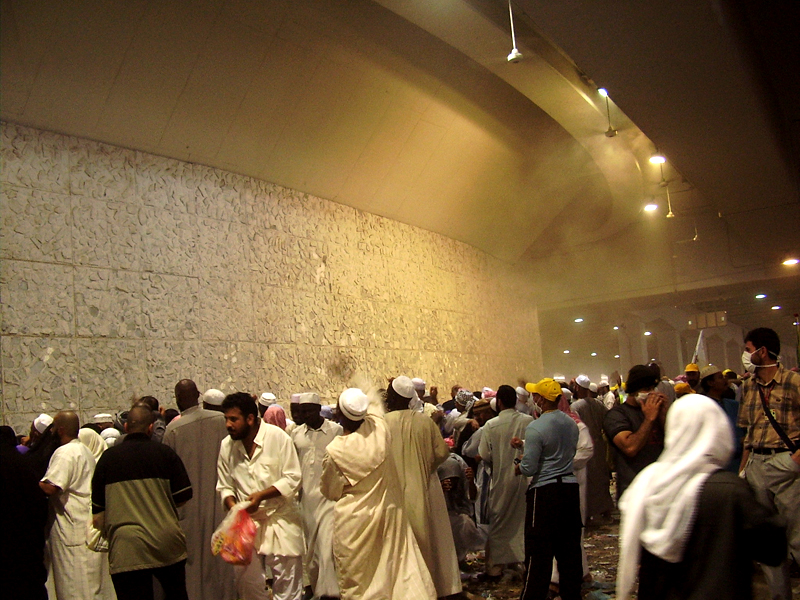
Steniging van de Duivel tijdens de Hajj

In sommige islamitische landen, waar de sharia geldt, wordt het stenigen nog steeds toegepast.
De veroordeelde wordt eerst ingegraven; mannen tot aan het middel, vrouwen dieper om te voorkomen dat de borsten zichtbaar worden. Soms graaft men de veroordeelden niet in, maar bindt hen aan een paal. Om hen heen staat een (vaak joelende) menigte in een cirkel. Deze stenigers moeten achter een op de grond getrokken lijn blijven. Op teken van de leider van de executie begint de menigte met het gooien van stenen. Aan de stenen worden eisen gesteld, ze zijn zo uitgezocht dat een enkele steen niet de dood kan veroorzaken, maar dat elke raak gegooide steen wel gevoeld wordt door de veroordeelde. De menigte gaat door met gooien tot de veroordeelde dood is. In sommige landen wordt een veroordeelde vrijgelaten in het zeldzame geval dat deze weet te ontsnappen. Een voorbeeld van een zeldzaam geval waarin dit wel lukte vond plaats in 2015, waarbij in januari 2015 een vrouw in IS-gebied werd gestenigd wegens overspel. Men dacht dat ze overleden was maar ze stond op en vluchtte. De IS-strijders lieten haar gaan omdat het 'God's wil' zou zijn dat ze zou blijven leven, op voorwaarde dat ze berouw toonde.
Steniging wordt toegepast in Afghanistan, Saoedi-Arabië, Soedan, Somalië en de Verenigde Arabische Emiraten. In Pakistan komt steniging voor en kan opgelegd worden door een stammenrechtbank. Nigeria kent in sommige noordelijke provincies ook steniging als straf, maar door grote internationale druk zijn de tot de dood door steniging veroordeelden in dat land tot nu toe steeds in hoger beroep vrijgesproken. Iran kondigde in augustus 2008 een grondwetswijziging aan, waarmee de dood door steniging (die als straf voor onder andere overspel en prostitutie werd gegeven) werd afgeschaft, zij het dat de wetswijziging nog door het parlement moet worden goedgekeurd. In april 2013 werd aangekondigd dat de executiemethode weer toegevoegd zou worden aan het wetboek. In 2010 schorste de Iraanse regering onder internationale druk de steniging van de ter dood veroordeelde Sakineh Mohammadi Ashtiani.
Tijdens de hadj, de jaarlijkse bedevaart naar Mekka van de moslims, stenigen de aanwezige moslims symbolisch de duivel tijdens de jamrah door 49 of 70 steentjes te werpen naar drie zuilen die op de plek staan waar de duivel ooit aan Abraham verscheen.

## Steniging in de Bijbel

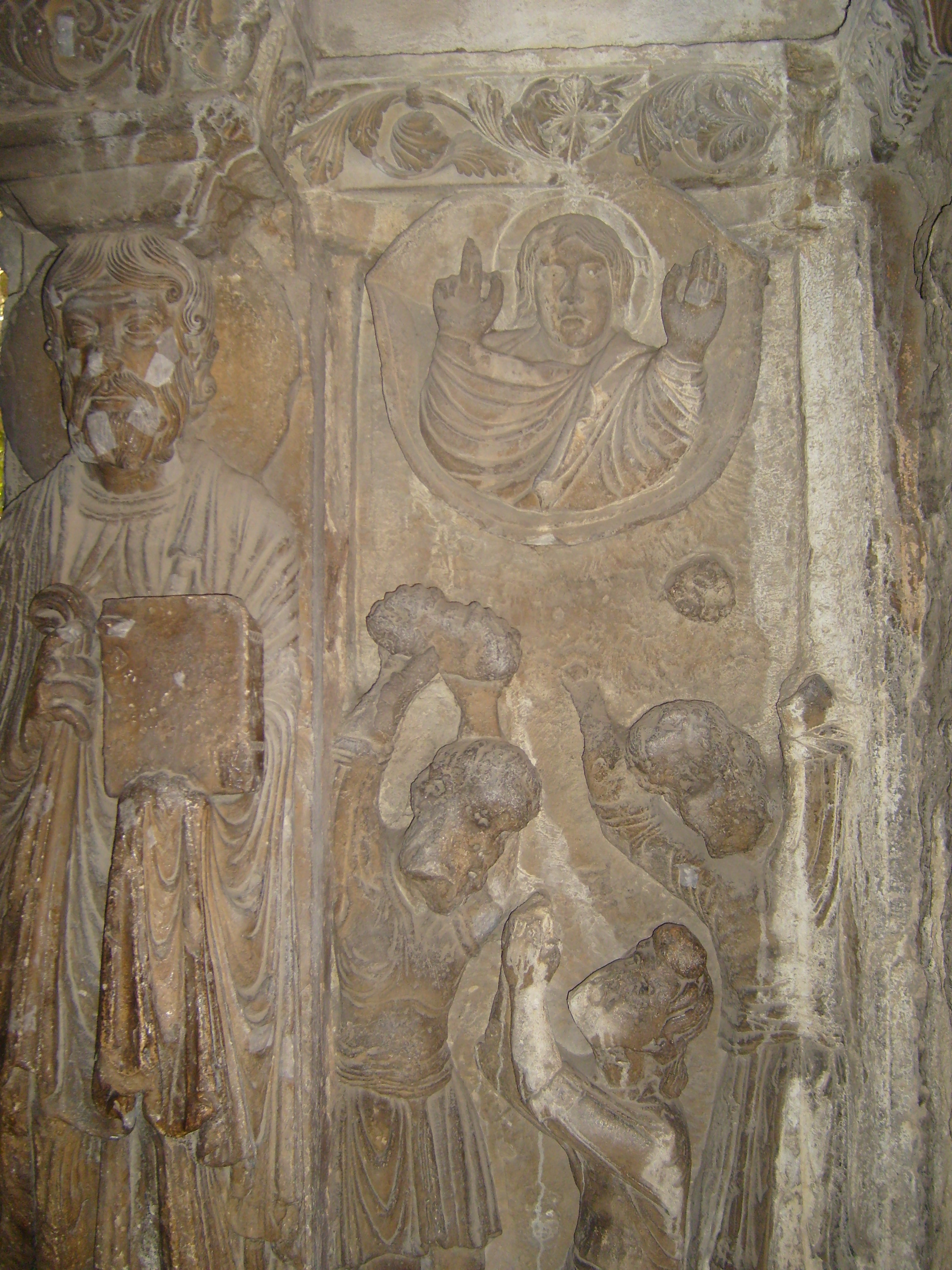
Steniging van Sint Stefanus in het Sint-Stefanuskerk in Arles

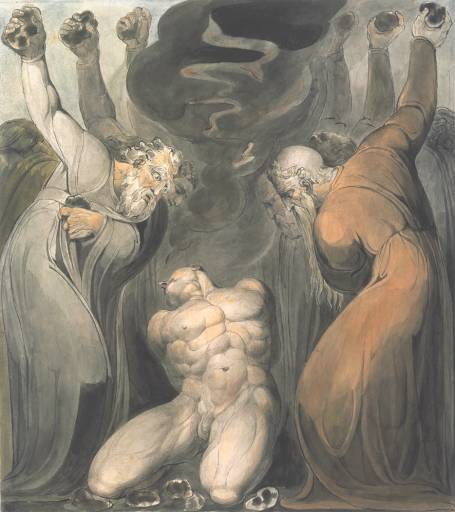
De zondaar, William Blake, ca. 1800

In het Oude Testament wordt steniging als straf enkele malen genoemd, onder meer voor godslastering, overspel, het offeren aan of knielen voor vreemde goden (inclusief de zon en de maan), maar ook het sprokkelen van hout op Sabbat. Ook in het Nieuwe Testament komt steniging voor. Jezus Christus antwoordde op de vraag of de overspeelster, die bij hem gebracht was, gestenigd moest worden (zoals de Wet voorschreef): Wie van jullie zonder zonde is, laat die als eerste een steen naar haar werpen. Omdat niemand daarna nog een steen durfde te gooien, kon de vrouw met Jezus' vermaning Zondig voortaan niet meer ongedeerd ontkomen. Het bekendste geval van steniging in de Bijbel vermeld is die van Stefanus, een christen van het eerste uur (Handelingen 7). De latere apostel Paulus (daar nog Saulus genoemd en een fanatiek vervolger van christenen) was getuige van deze steniging.

## Steniging in de Koran en Hadith
Steniging wordt niet genoemd in de Koran. Wel komt de straf tweemaal voor in een Hadith en door bepaalde fiqh is het opgenomen in de sharia met betrekking tot zina (overspel, ontucht en dergelijke). Om de straf te voltrekken, moet aan een aantal voorwaarden voldaan worden.
Ten eerste moeten vier ooggetuigen de zina bevestigen. Ten tweede moeten deze ooggetuigen betrouwbaar zijn, dat wil zeggen er is nooit bewezen dat zij een valse getuigenis hebben afgelegd en zij mogen geen wrok koesteren tegen de beschuldigden. Ten derde moeten de vier getuigen de beschuldigden op heterdaad betrappen. Ten vierde moeten de afgelegde verklaringen gelijkluidend zijn wat betreft tijd, plaats en personen die de zina pleegden. Wanneer aan een van de voorwaarden niet wordt voldaan, zal geen steniging plaatsvinden. Twee Hadith geven een vijfde mogelijkheid: een zondaar bekent de zonde vier keer.
In de eerste bekent een man tegenover Mohammed tot viermaal toe dat dat hij in het verleden overspel heeft gepleegd. Mohammed reageert driemaal niet, maar na de vierde maal vraagt hij aan de man of de man krankzinnig is. Nadat de man heeft ontkend, beveelt Mohammed dat hij gestenigd dient te worden. De man weet te ontsnappen, maar wordt gevangen en alsnog gestenigd tot de dood erop volgt. Na de steniging bidt Mohammed voor hem, omdat de zonde nu gereinigd is. De tweede Hadith betreft een vrouw die aan Mohammed vraagt rein gemaakt te worden door bestraffing. Mohammed stuurt haar weg en verzoekt haar vergiffenis aan God te vragen. Zij herhaalt haar vraag echter nog drie keer en vermeldt dat ze zwanger is. Mohammed zegt haar te wachten tot na de bevalling en het kind borstvoeding te geven. Nadat het kind oud genoeg is om vast voedsel te eten (gespeend is) gaat de moeder terug bij Mohammed en dringt aan om de straf op overspel uit te voeren. Het kind wordt vervolgens door de gemeenschap verder opgevoed.

## Steniging in Europa
Europa kent geen steniging als terechtstelling. In alle gevallen waarin steniging als "straf" wordt toegepast door individuele personen of groepen, is het een vorm van eigenrichting of eerwraak en is het daarmee strafbaar. Voor zover bekend is er in de Europese Unie één geval van steniging bekend met de dood als gevolg: in 2004 werd Ghofrane Haddaoui in Marseille met stenen gedood door twee jongeren. In oktober 2006 werd in Lyon een meisje van 14 door vier jongens met stenen bekogeld om een onbekende reden. Omdat niet duidelijk is of zij het meisje ook daadwerkelijk wilden doden, is hier wellicht geen sprake van steniging in de eigenlijke zin, dat wil zeggen als terechtstelling.

## Afbeeldingen

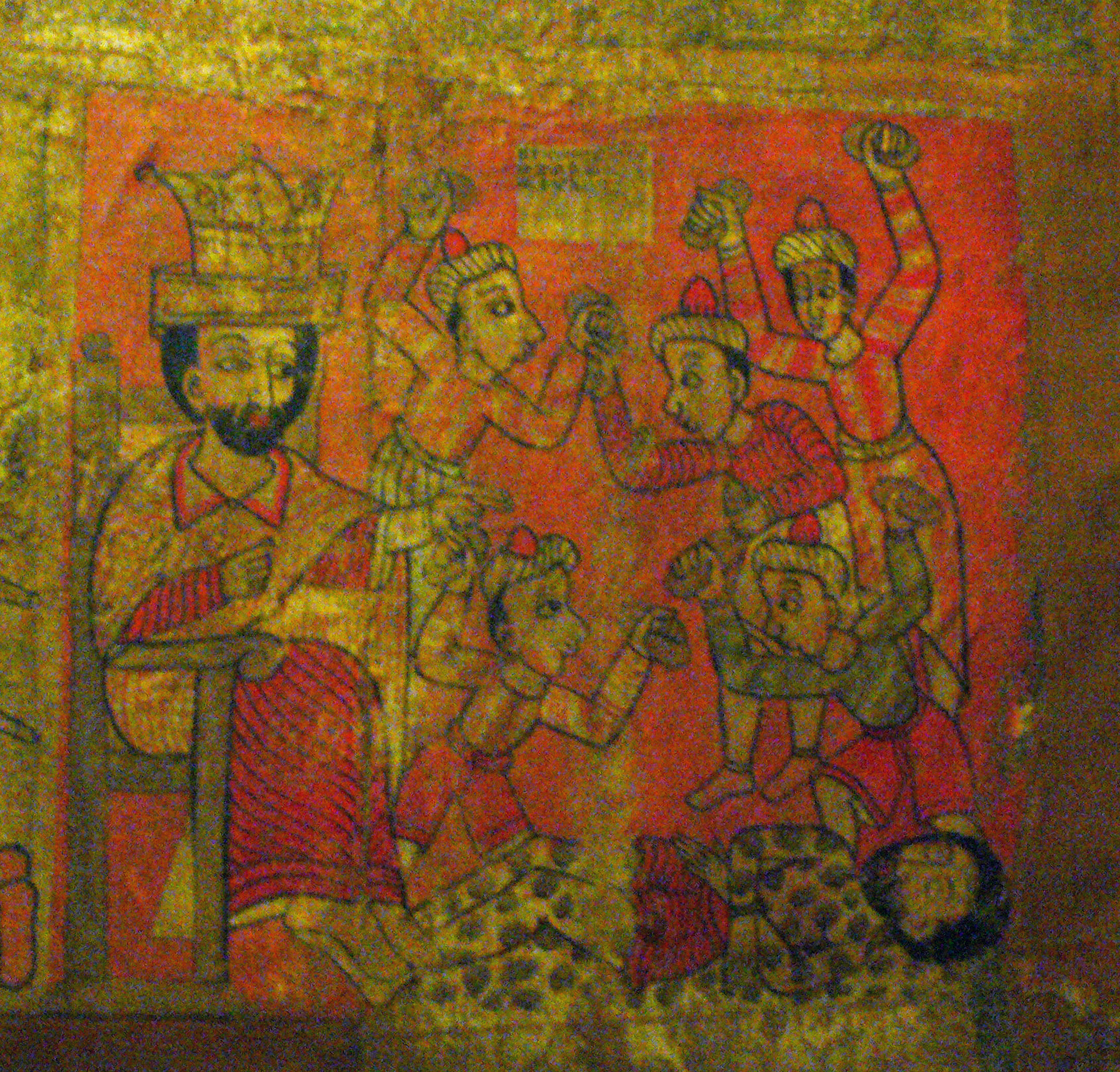
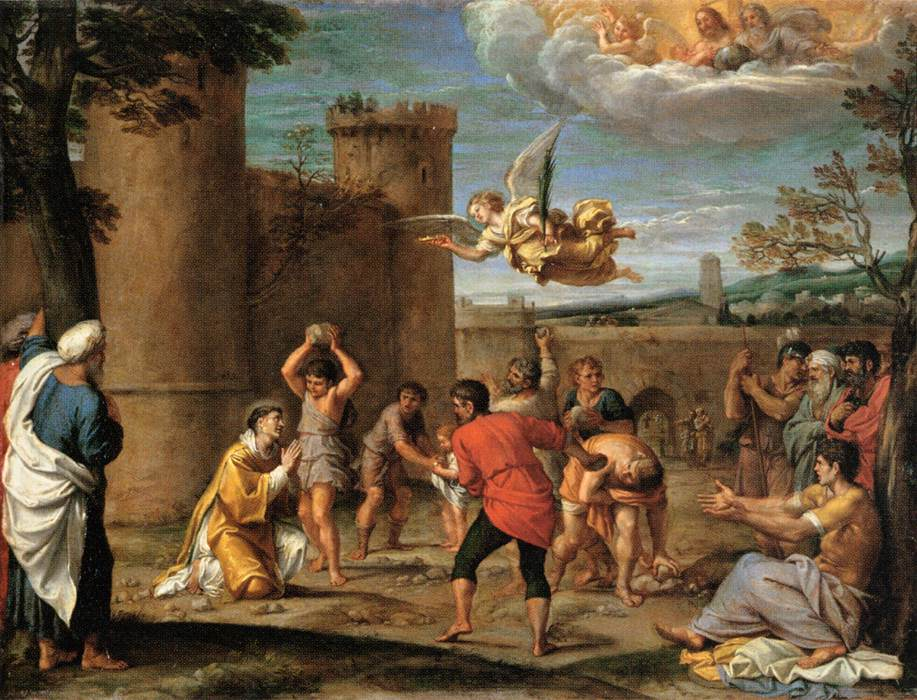
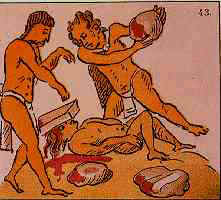
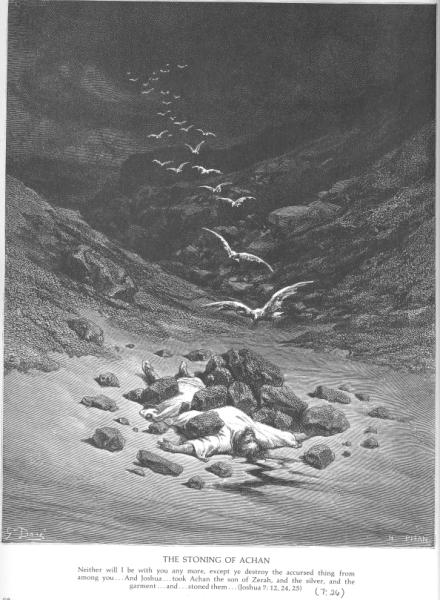
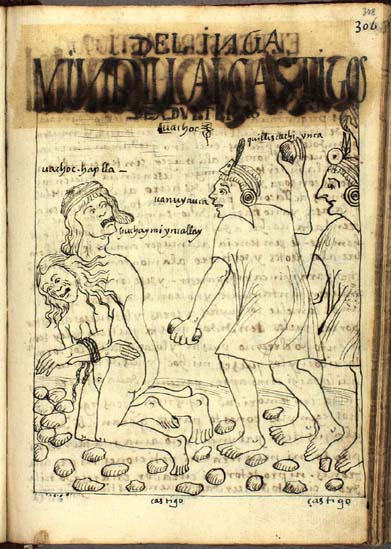